# Bernhard von Paleske
Bernhard Freiherr von Paleske (* 18. Januar 1877 in Klein-Boroschau; † 11. Februar 1962 in Wunstorf) war ein deutscher Fregattenkapitän der Kaiserlichen Marine und Flügeladjutant des letzten deutschen Kaisers Wilhelm II.

## Leben

### Herkunft und Familie
Er heiratete Valeska von Oppen und bekam mit ihr mindestens einen Sohn, Georg-Hubertus (* 1923 in Sorquitten).

### Karriere
Von Paleske trat am 2. April 1895 als Seekadett in die Kaiserliche Marine ein und absolvierte einen Teil seiner Ausbildung auf der Stein. Am 2. Oktober 1898 wurde er zum Unterleutnant zur See befördert. Er diente 1899 auf der Wörth. Er wurde am 23. März 1901 zum Oberleutnant zur See ernannt und diente 1904 auf der Hohenzollern. Seine Beförderung zum Kapitänleutnant erreichte ihn am 30. März 1906. 1907 diente er als Erster Offizier der II. Reserve-Halb-Flottille sowie als Kommandant des Torpedoboots S 128. 1908 wurde er Kommandant der Sleipner und blieb bis 1910 in dieser Position. Er wurde am 19. September 1912 zum Korvettenkapitän befördert und seitdem als diensttuender Flügeladjutant von Kaiser Wilhelm II. verwendet.
Von Paleske stieg während dieser Zeit zu einem der engsten Begleiter von Kaiser Wilhelm II. auf und begleitete ihn ständig auf Auslandsreisen.
Nach Ausbruch des Ersten Weltkrieges wirkte er weiterhin als Flügeladjutant von Kaiser Wilhelm II. und diente zugleich als Admiralstabsoffizier der Küstenschutzdivision der Ostsee. Im November 1914 wurde er dann zum Kommandeur des I. Bataillons des 5. Marine-Regiments ernannt und blieb bis Juni 1916 in dieser Position. Er schied am 13. Juli 1916 aus der Kaiserlichen Marine aus. Als Korvettenkapitän a. D. diente er bis Oktober 1917 als Erster Offizier auf der Lothringen. Nachfolgend wurde er bis August 1918 dem Stab des Marine-Flugchefs zur Verfügung gestellt. Am 18. August 1918 trat er wieder in die Kaiserliche Marine ein und diente bis Oktober desselben Jahres noch als Kommandant der II. Seefliegerabteilung. Bis Kriegsende wurde er noch der Marinestation der Nordsee zur Verfügung gesetzt und dann erneut am 16. März 1919 entlassen. Er erhielt am 18. November 1919 den Charakter eines Fregattenkapitäns.
1921 erbte er von dem verstorbenen Gutsbesitzer Julius von Mirbach-Sorquitten das Schloss Sorquitten in Ostpreußen, welches 1914 durch Kampfhandlungen an der Ostfront zerstört wurde. Er beauftragte den Berliner Architekten Otto Rüger mit dem Wiederaufbau und lebte nach der Wiedererrichtung bis Januar 1945 auf dem Gut, welches er durch Walter Hesselbarth verwalten ließ. Von Paleske wurde während der Zeit des Nationalsozialismus für die menschenunwürdigen Lebensverhältnisse seiner ihm unterstellten Arbeiter kritisiert. Er flüchtete kurz vor Ende des Zweiten Weltkrieges nach Niedersachsen.

### Auszeichnungen
Bis 1914 wurde er folgendermaßen ausgezeichnet:
- Roter Adlerorden IV. Klasse mit Schwertern
- königlicher Kronenorden IV. Klasse
- Ritterschlag zum Ehrenritter des Johanniterorden
- Ritterkreuz II. Klasse des Orden vom Zähringer Löwen
- Ritterkreuz I. Klasse des Hausorden vom Weißen Falken
- Ritterkreuz des Dannebrogorden
- Komturkreuz des Erlöser-Orden
- IV. Klasse der Royal Victorian Order
- Ritterkreuz des Orden der Heiligen Mauritius und Lazarus
- Komturkreuz des Orden der Krone von Italien
- Offizierskreuz des Orden von Oranien-Nassau
- Orden der Eisernen Krone III. Klasse
- Annenorden III. Klasse
- III. Klasse des Sankt-Stanislaus-Orden
- Ritterkreuz I. Klasse des Schwertorden
- III. Klasse des Mecidiye-Orden.[12]